# UFO

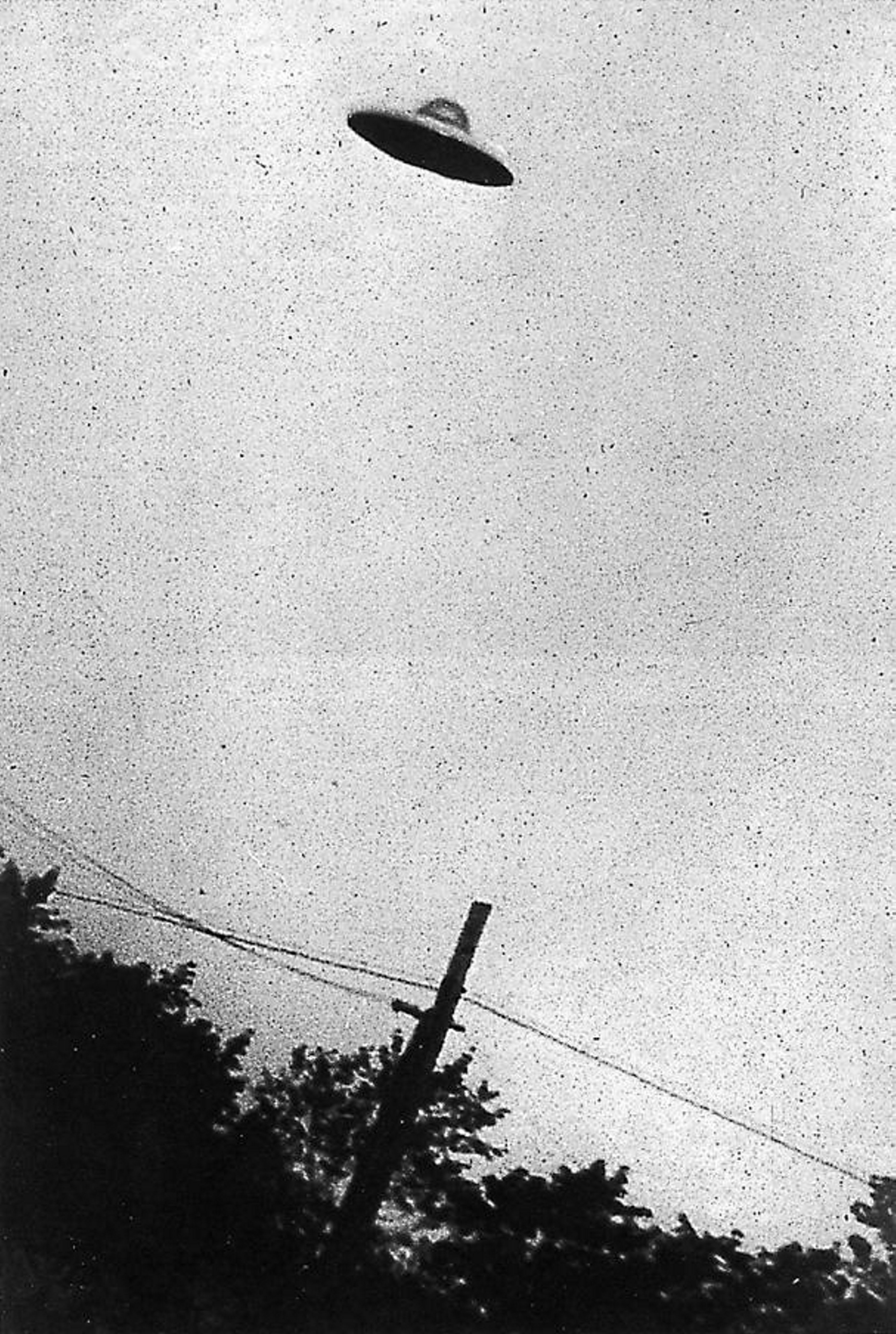
UFO zaobserwowane nad miastem Passaic (New Jersey) w 1952 roku. Fotografia pochodzi z materiałów CIA. Nie jest w nich jednak stwierdzone, czy zdjęcie jest autentyczne, czy też nie

UFO (ang. unidentified flying object, UFO), inaczej niezidentyfikowany obiekt latający (NOL) – wywodzące się z nazewnictwa wojskowego United States Air Force określenie obiektu latającego (statku powietrznego) niedającego się zidentyfikować jako żaden znany pojazd ani wyjaśnić żadnym ze znanych zjawisk atmosferycznych. W okresie zimnej wojny utrwaliło się mylne terminologicznie (niezidentyfikowany nie musi oznaczać pozaziemski) potoczne znaczenie UFO jako pojazdu cywilizacji pozaziemskiej (latającego spodka). 

## Pierwsze współczesne obserwacje
- 25 stycznia 1878 gazeta Denison Daily News podała obserwację miejscowego rolnika Johna Martina, który miał zobaczyć duży, ciemny obiekt podobny do balonu lecącego „z cudowną prędkością”.
- 17 listopada 1882 astronom Edward Walter Maunder z Królewskiego Obserwatorium w Greenwich poinformował o „dziwnym niebieskim przybyszu (...) w kształcie dysku”. Powiedział także, że z pewnością nie był to meteor. Po latach Maunder stwierdził, iż obiekt wyglądał jak nowy sterowiec Zeppelina. Dziwny przedmiot został również zaobserwowany przez kilku innych europejskich astronomów.
- Podczas II wojny światowej piloci alianccy obserwowali tzw. foo fighters (kule i inne kształty światła, podążające za samolotem)
- 25 lutego 1942 niezidentyfikowany obiekt został zauważony nad Kalifornią. Statek pozostawał w miejscu, pomimo co najmniej 20 minutowego ostrzału z ziemi. Incydent później stał się znany jako Bitwa o Los Angeles, lub Nalot na Zachodnie Wybrzeże.
- W 1946 roku w państwach skandynawskich zanotowano ponad 2000 raportów o niezidentyfikowanych obiektach, były także pojedyncze relacje z Francji, Portugalii, Włoch i Grecji. Zjawisko to nazywano wtedy „rosyjskim gradem” lub „rakietami – duchami”. Sądzono, że mogły to być rosyjskie testy przechwyconych niemieckich rakiet V1 lub V2. Ponad 200 obiektów zostało zauważonych na radarach i uznanych przez szwedzkie wojsko za „prawdziwe obiekty fizyczne”. Pojawiają się jednak opinie, że było to w pełni wytłumaczalne zjawisko, np. deszcz meteorytów.
- Za początek współczesnego zainteresowania UFO uważa się doniesienie pilota Kennetha Arnolda z roku 1947 o dziewięciu niezwykłych obiektach latających. Zaobserwował je podczas lotu nad Górami Kaskadowymi. Prędkość, z jaką się poruszały oszacował na 2500 km/h. Tego samego dnia w rejonie północno-wschodniego Pacyfiku odnotowano również ok. 18 innych obserwacji niezwykłych obiektów latających.

## Obserwacje na terenie Polski
Najliczniejsze obserwacje UFO w Polsce miały miejsce w lutym 1978 roku, gdy nad obszarem zachodniej Polski (od Głogowa po Szczecin), widziano jednocześnie wiele, długo pozostających nieruchomo, obiektów w kształcie podobnym do sterowców Zeppelina. Obiekty w rejonie Zielonej Góry i Krosna Odrzańskiego, według ówczesnych publikacji Gazety Lubuskiej (nr 43/1978 i 44/1978), powołujących się na relacje kilkudziesięciu świadków, pozostawały w jednym punkcie nieba nieruchomo ponad godzinę, aby następnie bardzo szybko odlecieć. Najobszerniej tamte wydarzenia opisał Lucjan Sawicki w ówczesnym tygodniku Fakty w cyklu artykułów pt. Goście z kosmosu?
W latach 80. XX w. meldunki pilotów samolotów wojskowych nt. zaobserwowania UFO gromadził szef Służby Ruchu Lotniczego Wojsk Lotniczych i Obrony Powietrznej Kraju, pułkownik Ryszard Grundman. Zbiór raportów jakie zebrał nazywany jest „teczką Grundmana”.
Fundacja Nautilus zajmująca się badaniem zjawisk niewyjaśnionych gromadzi fotografie UFO oraz spisuje relacje naocznych świadków przelotu niezidentyfikowanych obiektów latających.

## Hipotezy związane z UFO
W celu uzyskania odpowiedzi na pytanie, czym może być zjawisko UFO, zaproponowano wiele hipotez. Najpopularniejsze z nich są przedstawione poniżej (hipotezy nie wykluczają się nawzajem):
- hipoteza zakładająca niezidentyfikowanie przez obserwatora obiektu będącego w rzeczywistości wytworem człowieka (np. balon meteorologiczny, dron itp.),
- hipoteza naturalnych zjawisk atmosferycznych jak np. piorun kulisty,
- hipoteza psycho-socjologiczna, która uznaje UFO za „zbiorową halucynację”, potęgowaną przez kulturę masową – hipoteza została zaproponowana przez Carla Gustava Junga,
- hipoteza wpływu trzęsień ziemi i zachodzenia na siebie płyt tektonicznych, które to zjawiska mogą powodować powstawanie świateł w atmosferze, a nawet wywoływać halucynacje u ludzi (silne zmiany pola elektromagnetycznego),
- hipoteza pozaziemskiego pochodzenia UFO – zwana w skrócie ETH (ang. extraterrestrial hypothesis) – zakłada istnienie pozaziemskich cywilizacji (bądź jednej cywilizacji) na znacznie wyższym poziomie niż cywilizacja ludzka (raczej co najmniej II typu w skali Kardaszewa), których obecność dostrzega się jako UFO – po raz pierwszy hipoteza ta została zaproponowana w 1950 roku przez Donalda Keyhoe,
- hipoteza podróży międzywymiarowych – UFO są to pojazdy/wehikuły podróżników pomiędzy wymiarami, czasem lub wszechświatami, jako pierwszy podał tę hipotezę ufolog Jacques Vallée,
- hipoteza demonicznego wymiaru zjawiska – według zwolenników tej teorii zjawisko UFO stanowi nowy, dostosowany do współczesności, sposób manifestacji sił demonicznych. Jako argumenty podają oni: częste powiązanie zjawisk UFO z tzw. New Age, a także cechy obiektów UFO i ich rzekomych załóg, które od wieków znane były osobom parającym się okultyzmem i spirytyzmem (chodzi m.in. o telepatię, lewitację, materializację, łamanie praw fizyki itp.). Niektórzy entuzjaści tej teorii wskazują także, że występuje ono często na obszarach, w których rozmaite formy spirytyzmu cieszą się popularnością (np. New Age w USA, okultyzm w Ameryce Południowej). W Polsce zwolennikiem tej teorii jest m.in. znany katolicki badacz zjawisk New Age – o. Aleksander Posacki SJ.

## Opinie o zjawiskach społecznych związanych z programem UFO
Wiele obserwacji UFO w postaci ruchomych świateł można wyjaśnić rzadkimi zjawiskami atmosferycznymi. Równie wiele przypadków jest wynikiem pomyłek, błędów urządzeń pomiarowych oraz świadomych oszustw. Duża grupa obserwacji nie daje się jednak prosto wyjaśnić; są to prawie zawsze zeznania świadków nie podparte innymi dowodami lub podparte słabym materiałem dowodowym (niezbyt dobrej jakości zdjęcia itd.). Czasem obserwacje świadków (często naukowców czy pilotów wojskowych) potwierdzają radary. Istnieją także obserwacje niewyjaśnione, a dobrze udokumentowane, takie jak nagranie meksykańskiego lotnictwa z 13 maja 2004 – jedenaście jasnych, szybko poruszających się świateł w paśmie podczerwieni. Lepiej udokumentowane przypadki zwykle pokazują stosunkowo mało spektakularne obiekty, takie jak światła, rzadziej inne pojazdy, nigdy bezpośrednie spotkania z kosmitami.
Na zdjęciach, np. na filmach NASA często spotyka się regularne podłużne obiekty latające (rods). Często są to owady sfotografowane ze zbyt długim czasem naświetlania filmu.
Obserwacje te traktowane są różnie. Niektórzy przyjmują je jako dowód obecności obcej inteligencji na Ziemi, a niewielką ilość materiału dowodowego traktują jako dowód spisku rządów, które według niektórych teorii współpracują z kosmitami lub z innych powodów usiłują ukryć ich istnienie. Inni zalecają daleko idący sceptycyzm i kontynuację badań lepiej udokumentowanych przypadków, niektórzy zaś odrzucają z góry wszystkie obserwacje UFO.
Badania UFO doprowadziły do odkrycia wielu zjawisk atmosferycznych oraz psychologicznych, nie nawiązano jednak dotąd kontaktu z kosmitami jako takimi. W psychologii spowodowały rozwinięcie wiedzy o błędnej interpretacji, złudzeniach zmysłów, halucynacjach i występowaniu osobowości skłonnych do fantazjowania. Niekiedy właśnie w psychologii doszukuje się źródeł widzeń – niektórzy uważają, że wizje UFO to projekcje strachu z podświadomości.
Dodatkowym powodem niechęci naukowców głównego nurtu wobec problematyki UFO jest łączenie przez ufologów tego zagadnienia z parapsychologią (problem tzw. kontaktowców/kontakterów), mistycyzmem i innymi poglądami nie wchodzącymi do kanonu nauki (np. antygrawitacja, czy obecność dodatkowej planety w Układzie Słonecznym, która ma zderzyć się z Ziemią).
Nie brakuje również prób wyjaśnień fenomenu UFO jako zjawiska duchowego. Propagatorem tej teorii był np. prawosławny teolog z USA, o. Seraphim Rose. Przeprowadzone przez niego prace badawcze wskazują na demoniczno-okultystyczny wymiar zjawiska UFO. Wszystkie zdolności i właściwości „przybyszów z kosmosu” znane były według niego od wieków wszystkim związanym z różnymi dziedzinami okultyzmu i spirytualizmu. O. Rose wymieniał tu: telepatię, materializację, lewitację, zmiany form widzialnych, opanowywanie ciał ludzi, niezwykłą szybkość poruszania się przedmiotów czy tworzenie iluzorycznych scen. Zjawiska te, podobnie jak inne różnego rodzaju fenomeny parapsychologiczne, od czasów starożytnych przypisywane były „siłom wyższym”.
9 maja 2001 odbyła się amerykańska konferencja prasowa przedstawicieli różnych specjalności związanych z przemysłem obronnym i lotnictwem, zorganizowana przez doktora Stevena Greera. Podczas konferencji ujawniono wiele informacji stawiających w nowym świetle zagadnienie UFO.

## Oficjalne dokumenty
Od 1979 roku na podstawie FOIA (Freedom of Information), czyli prawa wolnego dostępu do informacji, cywile mogą uzyskać dostęp do tajnych archiwów amerykańskich pod warunkiem, że nie stanowi to zagrożenia dla państwa. Decyduje o tym odpowiedni sędzia. Ujawniona treść dokumentów rzuca nowe światło na sprawę. Do tego czasu ujawniano tylko, że UFO obserwują jedynie pijacy, szarlatani i psychopaci.
W Air Intelligence Division Study 203 stwierdza się m.in. że:
- 29 lutego 1947 w White Sands trzej naukowcy obserwują dużą, pozbawioną skrzydeł tarczę przemieszczającą się w poziomie;
- 7 lipca tego samego roku w Portland policjanci obserwują zmieniającą się liczbę podobnych tarcz przelatujących nad różnymi częściami miasta;
- 18 listopada 1948 w Andrews Field piloci wojskowi napotykają na 5 km wysokości wirującą i oświetloną „spłaszczoną piłkę” bez skrzydeł i dysz.

W styczniu 2017 roku amerykańska Centralna Agencja Wywiadowcza (CIA) opublikowała miliony tajnych do tej pory dokumentów, z których część dotyczyła rzekomych obserwacji UFO. Wśród nich był m.in. dokument datowany na lata 60. mający przedstawiać konstrukcję obiektu UFO, który sporządzono na podstawie relacji jednego ze świadków zjawiska. W styczniu 2021 roku CIA udostępniła zaś liczące 2780 stron archiwum zawierające zapisy doniesień o UFO.
W 2019 amerykański Pentagon sporządził tajne sprawozdanie, na temat niezidentyfikowanych obiektów latających, zgłaszanych przez marynarkę wojenną. Raport w tej sprawie otrzymał między innymi prezydent Stanów Zjednoczonych Donald Trump.
W kwietniu 2020 roku Pentagon upublicznił oraz oficjalnie potwierdził autentyczność nagrań przedstawiających UFO, wykonanych przez pilotów United States Navy w latach 2004 i 2015, które wcześniej wyciekły do mediów (w 2007 i 2017 r.). 3 nagrania wykonane kamerami na podczerwień z pokładów samolotów, przedstawiają niezidentyfikowany obiekt lub obiekty poruszające się ze znacznymi prędkościami, i wykonujące gwałtowne manewry. W pierwszym nagraniu z 2007 r. nagrywany obiekt ma ok. 12 m długości i znajduje się ok. 15 metrów nad powierzchnią wody, po czym wobec zbliżającego się samolotu szybko odlatuje gwałtownie przyśpieszając i zwiększając wysokość, znikając z pola widzenia w niecałe 2 sekundy. Kolejne nagranie z 2015 r. przedstawia kilka obiektów lecących i obracających się w powietrzu ze znaczną prędkością. Na ostatnim nagraniu z 2015 r. można zaobserwować obiekt lecący nad powierzchnią oceanu. Jak podano zaobserwowane obiekty wykazują cechy, które nie pozwalają na ich sklasyfikowanie wg żadnego amerykańskiego, bądź znanego (Amerykanom) obcego wykazu maszyn latających. Zaobserwowane zjawiska pozostały niewyjaśnione.
25 czerwca 2021 roku amerykańskie Biuro Dyrektora Wywiadu Narodowego opublikowało raport zawierający informacje na temat obserwacji UFO przede wszystkim w okresie od listopada 2004 do marca 2021 roku. W raporcie tym była mowa o 144 przypadkach obserwacji niezidentyfikowanych zjawisk powietrznych, z których 143 pozostały niewyjaśnione, natomiast jeden z dużym stopniem pewności uznano za obserwację balonu meteorologicznego. 80 z tych obserwacji dokonano za pomocą więcej niż jednego przyrządu. W 18 przypadkach zaobserwowano obiekty wykazujące niezwykłe schematy ruchu i charakterystykę lotu zdającą się wskazywać na zaawansowane technologie. W raporcie stwierdzono, że niektóre z zaobserwowanych obiektów UFO zdawały się pozostawać w miejscu mimo wiatru, poruszać się pod wiatr, dokonywać manewrów i ruchów ze znaczącą prędkością, bez dostrzegalnych środków napędu. Stwierdzono, że prawdopodobnie nie ma jednego wyjaśnienia zaobserwowanych zjawisk, a wśród tych zaproponowanych były m.in. tajne programy rządu USA, technologie należące do obcych mocarstw, takich jak Rosja lub Chiny, zjawiska naturalne, obiekty zanieczyszczające pole widzenia, takie jak balony, ptaki czy śmieci, oraz inne, wymagające ,,dodatkowej wiedzy naukowej'' do ich zbadania i analizy. Wywiad zaznaczył, że niezidentyfikowane obiekty latające stanowią potencjalne zagrożenie dla bezpieczeństwa lotów, a potencjalnie także dla bezpieczeństwa narodowego. W 11 przypadkach piloci wojskowi zgłosili incydenty, w których bliskie było nastąpienie kolizji z nieznanymi obiektami. W raporcie zanotowano też, że większość obserwowanych zjawisk miała miejsce w pobliżu wojsk USA i została zaobserwowana przez personel marynarki wojennej.
W styczniu 2023 roku amerykańskie służby wywiadowcze opublikowały nowy raport o UFO, z którego wynika, że odnotowano 510 informacji o przypadkach niewyjaśnionych zjawisk powietrznych (UAP), klasyfikowanych wcześniej jako niezidentyfikowane obiekty latające (UFO). Od czasu ukazania się w czerwcu 2021 roku raportu o UFO odnotowano 247 nowych zgłoszeń obserwacji niezidentyfikowanych zjawisk powietrznych. Odkryto też 119 przypadków zgłoszeń z poprzednich lat, które nie zostały uwzględnione w raporcie z czerwca 2021 roku. 26 ze zgłoszonych 510 przypadków wstępnie zaklasyfikowano jako drony, 163 jako balony, a 6 jako powietrzne śmieci. 171 przypadków wymaga jednak szczegółowej analizy.
Raporty wojskowe, policyjne lub cywilne dotyczące obserwacji nierozpoznanych obiektów ujawniły częściowo Wielka Brytania, Hiszpania, Francja, Dania, Włochy, Finlandia, Rosja, Kanada, Chile, Brazylia, Nowa Zelandia i Australia. Peru, Urugwaj, Argentyna i Chile prowadzą programy badawcze, których raporty są dostępne publicznie. Własne programy prowadzą też Chiny i Japonia.

## UFO w kulturze

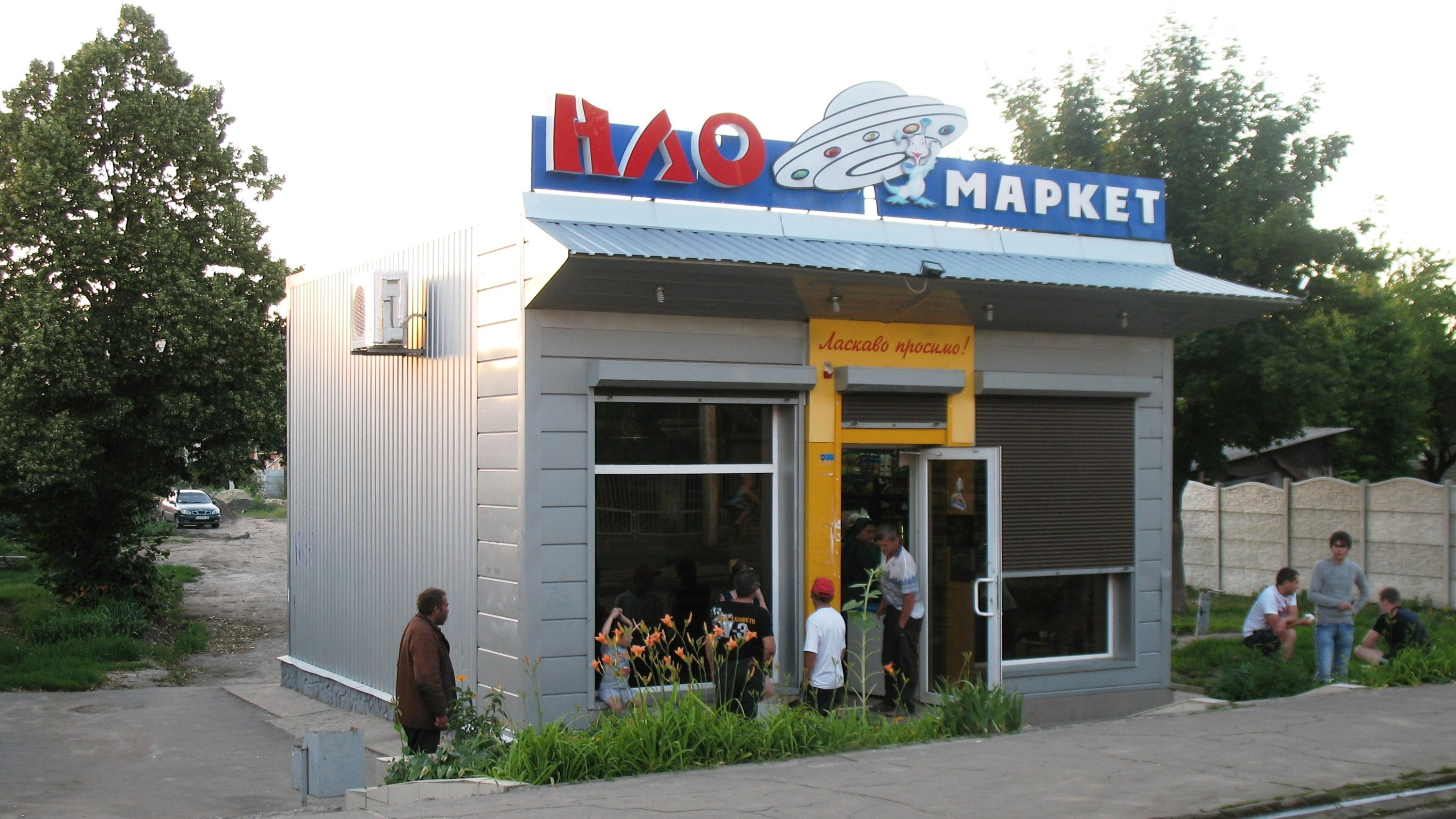
UFO market

UFO to popularny temat od połowy XX wieku, szczególnie w fantastyce naukowej. Wykorzystany był jako podstawa tysięcy książek, filmów fabularnych i dokumentalnych, utworów muzycznych, malarskich i innych. UFO było jednym z najpopularniejszych tematów wczesnego internetu i BBS-ów, a miliony ludzi wykazują jakiś stopień zainteresowania nim. Istnieją prace naukowe opisujące środowiska subkultur entuzjastów UFO z perspektywy antropologicznej.

## Pozaziemska inteligencja
Zjawiska UFO nie należy utożsamiać z pozaziemską inteligencją. Terminu „UFO” używa się przede wszystkim na określenie niezidentyfikowanych obiektów latających, którym często przypisuje się obce pochodzenie.
Szacunkowa liczba planet, na których mogło rozwinąć się życie, jest duża (kilkadziesiąt miliardów galaktyk we wszechświecie, a w każdej kilkadziesiąt miliardów gwiazd – potencjalnych „zarodków” układów planetarnych), toteż na niektórych z nich mogła powstać również inteligencja techniczna. Dokładne szacunki wahają się o kilka rzędów wielkości i według wielu z nich życie rozumne jest na tyle rzadkie, że prawdopodobieństwo spotkania między cywilizacjami zbliża się do zera. Projekt SETI zajmuje się, jak dotąd bez powodzenia, poszukiwaniem śladów inteligentnego życia w kosmosie technikami radioastronomicznymi.
Związek UFO z istnieniem pozaziemskiej inteligencji na odległych planetach jest jednak tylko teorią. Większość naukowców wierzących w istnienie pozaziemskiej inteligencji nie chce mieć niczego wspólnego z „ufologią”, choć naukowcy tacy jak Stanton Friedman i Michio Kaku są zwolennikami teorii o pozaziemskim pochodzeniu części UFO.